# Trần Thị Quang Mẫn
Trần Thị Quang Mẫn (1926-2021), hay Trần Quang Mẫn, là một Bà mẹ Việt Nam anh hùng, Anh hùng lực lượng vũ trang nhân dân Việt Nam. Bà nổi tiếng với nhiều giai thoại trong thời kỳ chiến tranh, đặc biệt là vụ ám sát bằng dao bất thành Thiếu tá Lâm Quang Phòng, Chi khu trưởng kiêm quận trưởng An Phước, năm 1958.

## Cuộc đời và sự nghiệp

### Thân thế
Bà tên thật là Trần Thị Mẫn sinh ngày 20 tháng 6 năm 1926 trong một gia đình khá giả tại làng Thạnh Hòa, tổng Giang Ninh, quận Giồng Riềng, tỉnh Rạch Giá (nay thuộc xã Vĩnh Thạnh, huyện Giồng Riềng, tỉnh Kiên Giang). Bà là con thứ 5 trong gia đình, nên còn được gọi là Sáu Mẫn theo thông lệ miền Nam.
Thuở thiếu niên, bà có tiếng nghịch ngợm, cá tính mạnh mẽ như nam nhi. Do điều kiện gia đình, bà được tạo điều kiện học hành. Ngoài ra, bà còn học thêm võ thuật.

### Giả nam nhi vào quân đội
Năm 1945, Việt Nam giành được độc lập, không lâu sau thì Pháp đổ quân tái chiếm Nam Bộ. Bất chấp sự ngăn cản của gia đình, bà cùng người em gái kế là Bảy Trâm trốn nhà để tham gia quân đội. Do mong ước được tham gia chiến đấu, bà tìm cách giả trai, lấy tên là Trần Quang Mẫn, để được tham gia vào đơn vị bộ đội chủ lực. Năm 1946, bà trở thành đội viên Vệ quốc đoàn thuộc trung đội 1, đại đội 70, chi đội 124 của Bộ đội Huỳnh Thủ, hoạt động ở Vĩnh Thuận (vùng U Minh Thượng, tỉnh Kiên Giang). Do thành tích chiến đấu, đến năm 1950, bà được đề bạt làm Đại đội trưởng.

### Nữ chúa miền Tây lấy chồng
Thân phận nữ nhi của bà bị bại lộ do người chồng tương lai mà gia đình bà đã hứa hôn đến đơn vị đòi cưới. Sau khi cưới, vợ chồng bà tiếp tục tham gia chiến đấu ở các chiến trường khác nhau. Năm 1952, bà mang thai, khi sắp đến ngày sinh, bà rời đơn vị, về nhà cha mẹ để chuẩn bị sinh nở. Tuy nhiên, sau đó bà nhận được tin chồng bà đã hy sinh khi đánh đồn Chàng Chẹt.

### Vụ án Lâm Quang Phòng
Năm 1954, bà được chỉ thị không tham gia tập kết, mà bí mật ở lại địa phương, làm phó bí thư chi bộ xã Thạnh Hòa, huyện Giồng Riềng, tỉnh Rạch Giá. Tháng 1 năm 1956, bà tham gia "Đội bảo vệ hòa bình", một tổ chức vũ trang bí mật của Liên tỉnh ủy Miền Tây. Tháng 11 năm 1957, bà được phân về Đại đội 2 an ninh vũ trang (mật danh là Tiểu đoàn Ngô Văn Sở) chuyên trách công tác ám sát các sĩ quan, quan chức Việt Nam Cộng hòa ở vùng Nam Cà Mau.
Giữa năm 1958, bà nhận lệnh của cấp trên về việc ám sát Thiếu tá Lâm Quang Phòng, Chi khu trưởng kiêm quận trưởng An Phước. Đêm 19 tháng 7 năm 1958, bà dùng một chiếc dao phay bén chém trọng thương Thiếu tá Phòng khi ông này đang ngủ. Tuy nhiên, ông Phòng chỉ bị trọng thương, còn bà bị các vệ sĩ của ông Phòng bắt được. Bà bị chính quyền Việt Nam Cộng hòa kết án 12 năm khổ sai, 5 năm biệt xứ, nhưng giảm xuống còn 7 năm tù khổ sai, 5 năm biệt xứ. Bà được trả tự do cuối năm 1966.

### Thời điểm cuối đời
Sau khi được chính quyền Việt Nam Cộng hòa trả tự do, bà được tổ chức bí mật đưa căn cứ. Năm 1967, bà được phong danh hiệu Anh hùng lực lượng vũ trang giải phóng, được tham gia đoàn Dũng sĩ miền Nam ra Bắc và được tiếp kiến Chủ tịch Hồ Chí Minh. 
Sau khi trở lại miền Nam, bà được phân công công tác chính trị trong Quân khu 9 cho đến khi nghỉ hưu theo chế độ với quân hàm Thiếu tá.
Năm 1994, bà được Nhà nước Việt Nam trao tặng danh hiệu Bà mẹ Việt Nam anh hùng.
Bà qua đời vào ngày 23 tháng 3 năm 2021 tại Thành phố Hồ Chí Minh, không lâu sau lễ mừng thọ 95 tuổi.

## Cuộc sống gia đình
Bà lập gia đình với ông Nguyễn Văn Quang, còn gọi là Mười Bé, một cán bộ chỉ huy thuộc tiểu đoàn 401 (bộ đội địa phương huyện Phú Quốc), vào năm 1950. Hai người vốn đã được gia đình hứa hôn trước khi đi bộ đội. Ông Mười Bé hy sinh ngày 23 tháng 4 năm 1952 khi tham gia trận đánh vào đồn Chàng Chẹt (Rạch Giá), khi mới 27 tuổi. 
Ông bà có với nhau một người con trai tên Nguyễn Quốc Hưng, sinh ngày 19 tháng 4 năm 1952, chỉ trước khi ông Mười Bé hy sinh 4 ngày. Anh Hưng về sau cũng tham gia bộ đội địa phương và hy sinh khi mới 15 tuổi.
Bà còn có người con gái nuôi tên Ngọc Hân, sinh năm 1974. Bấy giờ bà đang trên đường công tác và gặp được một thai phụ tử vong cùng gia đình do đạn pháo. Do phát hiện thai nhi vẫn còn sống, bà đã quyết đoán bổ thai phụ để bắt con, sau đó gửi người con gái nuôi này cho người dân nuôi dưỡng. Sau khi nghỉ hưu, bà chuyển lên sống tại phường 20, quận Tân Bình (nay là phường Hiệp Tân, quận Tân Phú), Thành phố Hồ Chí Minh), cùng với người con gái nuôi này.

## Vinh danh
- Bà mẹ Việt Nam anh hùng.
- Anh hùng lực lượng vũ trang nhân dân
- Huân chương Chiến thắng hạng Ba.
- Huân chương Chiến công giải phóng hạng Nhất
- Huân chương Chiến sĩ giải phóng hạng Nhất.
- Huân chương Kháng chiến hạng Nhất.
- Huân chương Quân kỳ quyết thắng.
- Huân chương Chiến sĩ vẻ vang hạng Nhất, Nhì, Ba